# Papeete

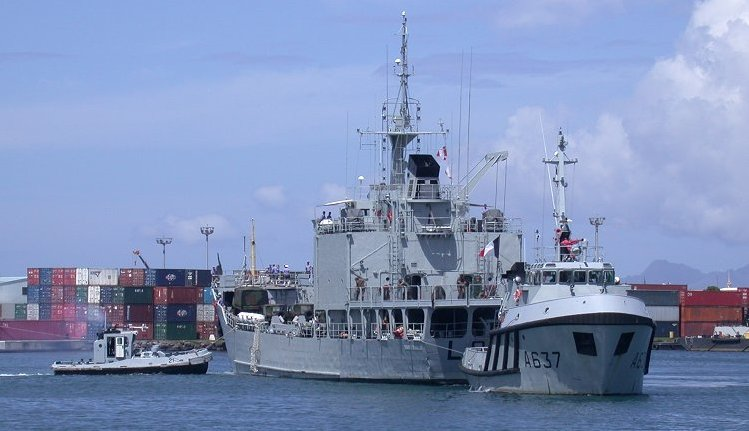
BATRAL na wodach Papeete

Papeete (wymowa: /papeʔete/) – stolica Polinezji Francuskiej, położona na wyspie Tahiti wchodzącej w skład Wysp Towarzystwa. Drugie co do wielkości miasto na wyspie.
Miasto zostało założone w 1890 i zamieszkuje je ok. 26 tys. osób (stan na 2005 rok), a cała aglomeracja liczy ponad 120 tys. osób. Dominującą religią jest protestantyzm (55%) oraz katolicyzm. Klimat jest tropikalny. Intensywne deszcze występują od października do maja. Średnia temperatura w styczniu +27 °C, w lipcu +25 °C.
5 km na zachód od centrum miasta znajduje się port lotniczy Faaa.

## Gospodarka
- Rybołówstwo
- Połów i hodowla pereł
- Rolnictwo: uprawa kopry i wanilii; hodowla zwierząt
- Ośrodek administracyjny

## Miejsca turystyczne
- Rynek
- Świątynia Pafoai
- Muzeum Pereł
- Park Bougainville
- Katedra
- Bulwar Pomaré
- Ratusz